# Ủy ban Kinh tế của Quốc hội (Việt Nam)
Ủy ban Kinh tế của Quốc hội là cơ quan giám sát kinh tế của Quốc hội, đồng thời thảo luận sửa đổi về các bộ Luật, Nghị quyết liên quan đến Kinh tế trước khi dự thảo trình Quốc hội.
Ủy ban thường công bố Báo cáo kinh tế vĩ mô hăng năm với nhiệm vụ và định hướng phát triển Kinh tế đất nước với định chế của Đảng và Nhà nước.

## Nhiệm vụ và chức năng
Theo Luật Tổ chức Quốc hội 2014 quy định tại Điều 72 thì chức năng và quyền hạn của Ủy ban Kinh tế của Quốc hội gồm những nội dung sau:
Thẩm tra dự án luật, dự án pháp lệnh thuộc lĩnh vực quản lý kinh tế, tiền tệ, ngân hàng, hoạt động kinh doanh và các dự án khác do Quốc hội, Ủy ban thường vụ Quốc hội giao.
Chủ trì thẩm tra chương trình, dự án, kế hoạch nhà nước về phát triển kinh tế - xã hội; báo cáo của Chính phủ về việc thực hiện nhiệm vụ, kế hoạch phát triển kinh tế – xã hội.
Giám sát việc thực hiện luật, nghị quyết của Quốc hội, pháp lệnh, nghị quyết của Ủy ban thường vụ Quốc hội thuộc lĩnh vực quản lý kinh tế, tiền tệ, ngân hàng, hoạt động kinh doanh; chủ trì giám sát hoạt động của Chính phủ, các bộ, cơ quan ngang bộ trong việc thực hiện chương trình, dự án, kế hoạch nhà nước về phát triển kinh tế - xã hội và việc thực hiện chính sách kinh tế, tiền tệ, ngân hàng.
Giám sát văn bản quy phạm pháp luật của Chính phủ, Thủ tướng Chính phủ, Bộ trưởng, Thủ trưởng cơ quan ngang bộ, văn bản quy phạm pháp luật liên tịch giữa các cơ quan nhà nước có thẩm quyền ở trung ương hoặc giữa cơ quan nhà nước có thẩm quyền với cơ quan trung ương của tổ chức chính trị - xã hội thuộc lĩnh vực Ủy ban phụ trách.
Kiến nghị các vấn đề liên quan đến tổ chức, hoạt động của các cơ quan hữu quan và các vấn đề về quản lý kinh tế, tiền tệ, ngân hàng, hoạt động kinh doanh.

## Danh sách Ủy viên

### Khóa XV
Chủ nhiệm: khuyết
Phó Chủ nhiệm:
- Nguyễn Minh Sơn
- Nguyễn Ngọc Bảo
- Đoàn Thị Thanh Mai

### Khóa XIV
Ủy ban Kinh tế Quốc hội Việt Nam khóa XIV nhiệm kì 2016-2021 có 42 thành viên:
Chủ nhiệm: Vũ Hồng Thanh, Ủy viên Ủy ban Thường vụ Quốc hội
Phó Chủ nhiệm:
- Dương Quốc Anh, Đại biểu Quốc hội tỉnh Gia Lai
- Nguyễn Minh Sơn, Đại biểu Quốc hội tỉnh Tiền Giang
- Nguyễn Ngọc Bảo, đại biểu quốc hội tỉnh Bắc Ninh
- Đoàn Thị Thanh Mai, đại biểu Quốc hội tỉnh Hưng Yên

### Khóa XIII
Chủ nhiệm: Nguyễn Văn Giàu, Ủy viên Ủy ban thường vụ Quốc hội
Phó chủ nhiệm:
- Mai Xuân Hùng, đại biểu Quốc hội tỉnh Hậu Giang;
- Nguyễn Đức Kiên, đại biểu Quốc hội tỉnh Sóc Trăng;
- Nguyễn Văn Phúc, đại biểu Quốc hội tỉnh Hà Tĩnh;
- Đặng Thế Vinh, đại biểu Quốc hội tỉnh Long An;

### Khóa XII
Chủ nhiệm: Hà Văn Hiền, Ủy viên Ủy ban thường vụ Quốc hội
Phó chủ nhiệm:
- Nguyễn Hoàng Anh, đại biểu Quốc hội TP. Hải Phòng;
- Lê Quốc Dung, đại biểu Quốc hội tỉnh Thái Bình;
- Vũ Viết Ngoạn, đại biểu Quốc hội tỉnh Khánh Hòa;
- Nguyễn Văn Phúc, đại biểu Quốc hội tỉnh Bình Thuận;
- Mai Xuân Hùng, đại biểu Quốc hội tỉnh Hậu Giang;

## Vụ Kinh tế thuộc Văn phòng Quốc hội
Vụ Kinh tế có trách nhiệm: tham mưu, giúp việc Ủy ban về các công việc chuyên môn của Ủy ban và của Thường trực Ủy ban; chủ động nghiên cứu, đề xuất với Lãnh đạo Ủy ban những vấn đề về thực hiện chức năng, nhiệm vụ và các vấn đề có liên quan đến hoạt động của Ủy ban, chủ động phối hợp với các Vụ, đơn vị có liên quan của Văn phòng Quốc hội để phục vụ Ủy ban và Thường trực Ủy ban về mặt hành chính, quản trị và các công việc khác.
Vụ Kinh tế tổ chức thành 5 nhóm chuyên môn: 1 nhóm tham mưu phục vụ công việc chỉ đạo điều hành chung của Chủ nhiệm Ủy ban; công tác văn phòng của Ủy ban; 4 nhóm trực tiếp tham mưu phục vụ 4 Tiểu Ban:
- Nhóm Tổng hợp Hành chính đơn thư
- Nhóm Kinh tế Tổng hợp
- Nhóm Kinh tế ngành
- Nhóm Nông nghiệp và phát triển Nông thôn
- Nhóm Thương mại Dịch vụ

Theo yêu cầu của Thường trực Ủy ban, Vụ trưởng Vụ Kinh tế phân công các Phó Vụ trưởng và chuyên viên trực tiếp tham mưu, phục vụ các Tiểu Ban và các thành viên trong Thường trực Ủy ban; chỉ đạo, điều hòa phối hợp các nhóm chuyên môn tham mưu, phục vụ hoạt động chung của Thường trực Ủy ban và Ủy ban.

## Chủ nhiệm Ủy ban qua các thời kỳ
| Thứ tự | Họ tên          | Quốc hội khóa      |
| ------ | --------------- | ------------------ |
| 1      | Hà Văn Hiền     | Quốc hội khóa XII  |
| 2      | Nguyễn Văn Giàu | Quốc hội khóa XIII |
| 3      | Vũ Hồng Thanh   | Quốc hội khóa XIV  |
| 3      | Vũ Hồng Thanh   | Quốc hội khóa XV   |